# ناحیه الین، شهرستان هانکاک، اوهایو
شهرستان الین، بخش هانکاک، اوهایو (به انگلیسی: Allen Township, Hancock County, Ohio) یک منطقهٔ مسکونی در ایالات متحده آمریکا است که در اوهایو واقع شده‌است.

## خصوصیات
شهرستان الین ۶۱٫۸ کیلومترمربع مساحت و ۲٬۱۱۰ نفر جمعیت دارد و ۲۴۲ متر بالاتر از سطح دریا واقع شده‌است.